# Gerach (bei Idar-Oberstein)
Gerach ist eine Ortsgemeinde im Landkreis Birkenfeld in Rheinland-Pfalz. Sie gehört der Verbandsgemeinde Herrstein-Rhaunen an.

## Geographie
Im Süden von Gerach befinden sich neben dem ausgedehnten Stadtgebiet Idar-Obersteins die Ortsgemeinden Hintertiefenbach und Vollmersbach. Durch die im Norden verlaufende Deutsche Edelsteinstraße ist Gerach außerdem verbunden mit den Ortsgemeinden Veitsrodt, Niederwörresbach und Fischbach sowie mit dem Verwaltungssitz der Verbandsgemeinde Herrstein.
Zu Gerach gehört auch der Wohnplatz Geracher Mühle.

## Bevölkerung
Die Entwicklung der Einwohnerzahl von Gerach, die Werte von 1871 bis 1987 beruhen auf Volkszählungen:
| Jahr | Einwohner |
| 1815 | 70        |
| 1835 | 96        |
| 1871 | 131       |
| 1905 | 134       |
| 1939 | 123       |
| 1950 | 118       |

| Jahr | Einwohner |
| 1961 | 125       |
| 1970 | 115       |
| 1987 | 254       |
| 2005 | 255       |
| 2022 | 225       |

## Politik

### Gemeinderat
Der Gemeinderat in Gerach besteht aus sechs Ratsmitgliedern, die bei der Kommunalwahl am 9. Juni 2024 in einer Mehrheitswahl gewählt wurden, und dem ehrenamtlichen Ortsbürgermeister als Vorsitzendem.

### Bürgermeister
Jörg Klein wurde am 31. Juli 2024 Ortsbürgermeister von Gerach. Bei der Direktwahl am 9. Juni 2024 hatte er sich mit einem Stimmenanteil von 52,5 % gegen einem Mitbewerber durchgesetzt.
Sein Vorgänger Thomas Juchem hatte das Amt 20 Jahre inne und kandidierte 2024 nicht erneut als Ortsbürgermeister.

## Kultur und Sehenswürdigkeiten
Die Geracher Wasserschleiferei stammt aus dem Jahre 1874.

## Wirtschaft und Infrastruktur
Im Südosten verläuft die Bundesstraße 41. In Fischbach ist ein Bahnhof an der Bahnstrecke Bingen–Saarbrücken.
Zwischen Gerach und der Nachbargemeinde Niederwörresbach befindet sich ein großer Steinbruch.